# 唯野奈津実
唯野 奈津実（ゆいの なつみ、1975年 - ）は、岡山県出身のカラオケ評論家。男性。

## 略歴
岡山県生まれ。関西大学工学部中退。2001年（平成13年）に筑波大学第二学群人間学類教育学専攻を卒業。現在は自称「日本で唯一のカラオケ評論家」として執筆・出版・テレビ出演・イベント主催などで活動中。

## 著書・作品

### 著書
- 「カラオケ上達100の裏ワザ」(2010年、リットーミュージック)　ISBN 484561832X
- 「副業革命!スキマ評論家入門」(2013年、リットーミュージック）ISBN 4845623226

## テレビ・ラジオ出演

### 主なテレビ出演・制作協力
- TBS「マツコの知らない世界」
- TBS「はなまるマーケット」
- TBS「テレビこすられたGP」
- テレビ愛知「トコトン!1スタ」
- フジテレビ「 笑っていいとも!」
- フジテレビ「百識王」
- NHK「あさイチ」
- NHK「マサカメTV」
- NHK Eテレ「Rの法則」
- NHK BS「写ねーる」
- テレビ東京「L4 YOU!」
- TOKYO MX「ハーフタイム」

### 主なラジオ出演
- TOKYO FM「Blue Ocean」
- TOKYO FM「クロノス」
- TOKYO FM「アポロン」
- ニッポン放送「ザ・ボイス そこまで言うか!」
- ニッポン放送「Good Job ニッポン」
- ラジオNIKKEI「カラオケ道場」（メインパーソナリティ）
- FM NACK5「夕焼けSHUTTLE」
- 文化放送「くにまるジャパン」
- TOKYO FM「シナプス」
- ジャパンエフエムネットワーク「flowers」

### 新聞・雑誌
- 読売新聞
- 聖教新聞
- サンデー毎日
- MONOQLO
- ホットペッパー
- メンズノンノ
- 週刊SPA!
- 週刊女性

## 引用
1. ↑  唯野奈津実 (2015年6月2日). “そう言えばJOYSOUND MAXの新イメージキャラクターの織田信成さんと唯野は、同じ大学に籍を ...”.  Twitter. 2015年6月4日閲覧。